# Josefine Christen
Josefine Christen (* 12. Juli 1869 in Trebitsch, Mähren; † 25. Dezember 1942 in Wien) war eine österreichische Bildhauerin, Sängerin und Politikerin (CS, PÖM).

## Leben
Josefine Christen war eine Tochter des Offiziers Ernst Christen, der nach seiner Militärlaufbahn als Direktor der Prager Zivilschwimm- und Badeanstalt amtierte, und dessen Ehefrau Josefine Josse de Chérol († 1916). Ihre Eltern hatten drei weitere Töchter und einen Sohn.
Josefine Christen wuchs in Prag als Klosterschülerin bei den Englischen Fräulein auf. Von 1883 bis 1887 erhielt sie Gesangsunterricht am Prager Konservatorium. Als 13-Jährige begann sie erste Bühnenerfahrung zu sammeln. Zu ihren Rollen gehörte die der „Nancy“ in der Oper Martha, die sie unter anderem 1887 am Königlich städtischen Theater Ölmütz spielte. 1889 war sie in verschiedenen Stücken am Neuen deutschen Theater in Prag zu sehen, so als „Amalie“ in der Operette Das Pensionat. Im gleichen Jahr begleitete sie Angelo Neumann auf einer Tournee. Weiters trat sie in Petersburg, Moskau und Bern auf. Ab 1890 hatte sie ein mehrjähriges Engagement am Hoftheater Neustrelitz, wo sie unter anderem die „Ameris“ in der Oper Aida gab. Auf Wunsch ihres Vaters trat sie schließlich von der Bühne zurück. Sie war weiterhin als Gesangslehrerin und Komponistin tätig.
Später wandte Christen sich der Bildhauerei zu. Sie schuf insbesondere großplastische Figuren und Gruppen für Denkmale, aber auch Büsten und Kleinplastik. Von 1903 bis 1906 studierte sie an der Kunstakademie in Prag, wo Josef Václav Myslbek zu ihren Lehrern gehörte. Unterstützt wurde sie dabei durch ein Stipendium der Gesellschaft zur Förderung deutscher Wissenschaft, Kunst und Literatur in Böhmen. Anschließend setzte Christen ihre Studien zwei Jahre in Paris fort. Dort beschickte sie 1907 und 1908 Ausstellungen der Société nationale des beaux-arts.
Ab 1908 lebte Christen in Wien. Bei der Jahresausstellung 1909 im Wiener Künstlerhaus präsentierte sie die Figurengruppe Tröstende Muse, welche sie auch schon in Paris gezeigt hatte. Weiters nahm sie unter anderem an Ausstellungen der Vereinigung bildender Künstlerinnen Österreichs und des Österreichischen Künstlerbundes teil. Während des Ersten Weltkrieges 1917/1918 war sie im k.u.k. Kriegspressequartier tätig. Im Laufe ihrer Einsätze als Kriegsbildhauerin bei der 5. Armee in Kuty und beim Heereskommando Feldmarschall Baron Kövess entstanden einige Plastiken, die sie 1918 im Militärkasino auf dem Wiener Schwarzbergplatz ausstellte.
Nach Kriegsende engagierte Christen sich vor allem politisch. 1919 war sie an der Gründung des Wahlvereins deutscher Frauen des christlichen Mittelstandes beteiligt, dessen Vorsitz sie übernahm. Sie war auch langjährige Präsidentin des Österreichischen Reichsbundes christlicher Frauen und für dessen Publikation Nachrichten des österreichischen Reichsbundes christlicher Frauen (1932–1938) verantwortlich. 1920 kandidierte sie bei der ersten Nationalratswahl für die Wiener Christlichsoziale Partei im Wahlkreis Wien Innen-Ost, konnte jedoch kein Mandat erringen. 1923 wurde sie zur Vizepräsidentin in das Präsidium der legitimistischen Partei der österreichischen Monarchisten (PÖM) gewählt. Im Zuge eines Wahlkompromisses mit der Christlichsozialen Partei war wohl ihre Kandidatur auf deren Liste bei der anstehenden Nationalratswahl geplant, stattdessen erhielt jedoch PÖM-Präsident Ernst Wense den Listenplatz und das Mandat. Später war Christen als Bezirks- und Fürsorgerätin in Wien tätig.
Josefine Christen starb am 25. Dezember 1942 im Alter von 73 Jahren in Wien.

## Werke (Auswahl)

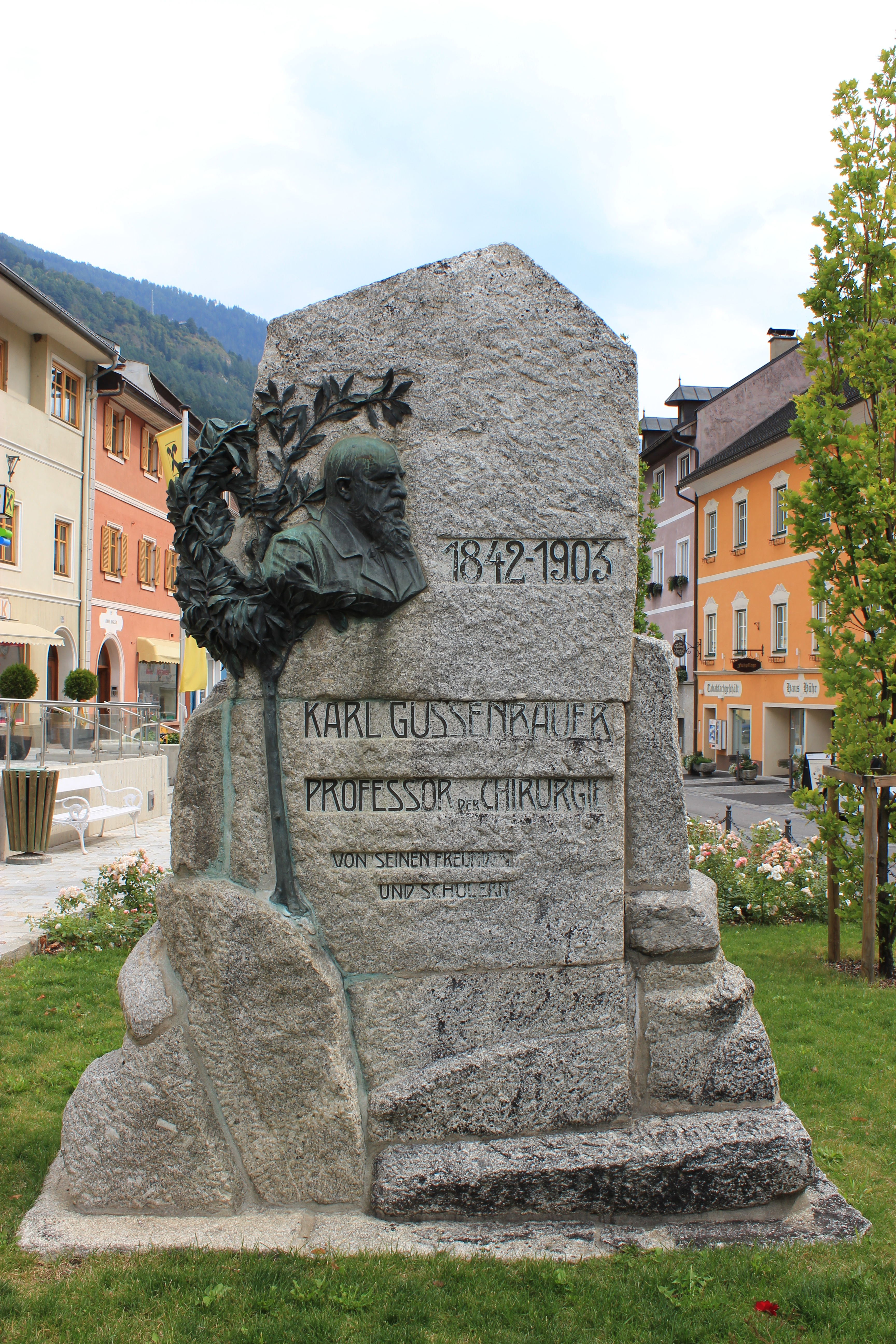
Gussenbauer-Denkmal in Obervellach

- Tröstende Muse, lebensgroße Akt-Zweiergruppe, 1908 in Paris, 1909 bei Jahresausstellung Wiener Künstlerhaus[9]
- Reliefporträt der Frau F. v. St., 1909 bei Ausstellung der Acht Künstlerinnen im Salon Pisko[15]
- Gussenbauer-Denkmal, 1910, Obervellach, unter Denkmalschutz[16]
- Kain, Bronzebüste, und Salome, Marmor, 1910 bei Ausstellung im Neuen Frauenclub, Wien[17]
- Richard Ritter von Dotzauer-Denkmal, überlebensgroße Bronzefigur auf Granitsockel mit Kindergruppe als Bronzerelief, 1912, Kraslice, ehemaliger Graf Erwein Nostitz-Platz (28. října), Entfernung der Statue nach Kriegsende, Sockelnutzung bis 1968[18]
- Wasserträgerin, 1915 bei Ausstellung im Militärkasino auf Schwarzbergplatz, Wien
- Eiserner Ritter (übermannshoher Ritter mit monumentaler eiserner Uhr auf den Schultern), 1916, Prag, Deutscher Theatergarten/Festsaal Verein der Weinberger Deutschen
- Halbfigur des Schauspielers R. H. und Seeadler, Gips, 1916 bei Decennium-Ausstellung des Österreichischen Künstlerbundes[19]
- Bildnisbüste Herr T. D., Gips, 1917 bei XI. Jahresausstellung des Österreichischen Künstlerbundes
- Bildnisbüste der Herzogin von Hohenberg, Gips patiniert, 1917 bei Ausstellung der Vereinigung bildender Künstlerinnen Österreichs[20]
- Heldenbrunnen (männliche Büste auf Sockel), Büste Erzherzog Albrecht Franz, Büste Feldmarschall Baron Kövess, Genrefigur Armeeschwester, 1918 bei Ausstellung im Militärkasino auf Schwarzbergplatz, Wien[10]

## Ausstellungen (Auswahl)
- 1907, 1908: Société nationale des beaux-arts
- 1909: Jahresausstellung Wiener Künstlerhaus
- 1909: Acht Künstlerinnen und ihre Gäste, Salon Pisko
- 1910: Neuer Frauenclub, Wien
- 1911, 1912, 1916, 1917: Vereinigung bildender Künstlerinnen Österreichs
- 1916, 1917: Österreichischer Künstlerbund, Wawra, Wien